# Société pour l'histoire des médias
La Société pour l'histoire des médias (SPHM, association loi de 1901) est une société savante française spécialisée dans la recherche historique sur les médias et des médiations. Elle est connue pour l'organisation de congrès et la publication d'une revue savante, Le Temps des médias.

## Histoire
La Société pour l'histoire des médias est fondée lors d’une assemblée générale constitutive réunie le 14 octobre 2000 à l'Institut français de presse à l'Université de Paris II. L'initiative en revient à des historiens modernistes et contemporanéistes soucieux de développer la réflexion scientifique et de promouvoir les recherches à caractère historique dans le domaine des médias, des médiations, des médiateurs. Sa raison sociale est de « constituer un lien d'information et être un lieu de débat entre tous les chercheurs et chercheuses, quelle que soit leur discipline, professionnels de la documentation et des médias, intéressés par les questions théoriques et pratiques touchant à l'histoire des médias et des médiations ».

## Congrès
- 1er congrès (26-27 mai 2016) : « Penser l’histoire des médias »[3]
- 2e congrès (23-25 mai 2018) : « Rêver d’un autre monde. Médias, utopies et expérimentations de l’époque moderne à nos jours »[4]
- 3e congrès (4-6 juin 2020) : « Métiers et professions des médias (XVIIIe – XXIe siècles) »[5],[6]

## RevueLe Temps des médias
La revue Le Temps des médias. Revue d’histoire est publiée par la Société pour l'histoire des médias en collaboration avec « Temps, médias, sociétés » (Institut d'études politiques de Paris). Le lancement s'est effectué à l’occasion des Rendez-vous de l’histoire de Blois, le 18 octobre 2003. Le Comité de rédaction est composé de Christian Delporte (directeur), Anne-Claude Ambroise-Rendu, Isabelle Veyrat-Masson (corédactrices en chef), Claire Blandin (secrétaire de rédaction), ainsi que Fabrice d'Almeida, Jérôme Bourdon, Yves Bouvier, Agnès Chauveau, Evelyne Cohen, Yannick Dehée, Hélène Duccini, Hélène Eck, Gilles Feyel, Pascal Griset, Thomas Loué, Laurent Martin, Denis Maréchal, Cécile Méadel, Caroline Moine, Michael Palmer, Claire Sécail, Cécile-Anne Sibout.

## Reconnaissance officielle
Le site officiel de la Société pour l'histoire des médias fait partie des quelques sites internet recommandés par le Ministère de l'Éducation nationale pour éduquer aux médias.